# Cabo Virgens
O cabo Virgens (em castelhano:  cabo Vírgenes) é um cabo no extremo sudeste da Argentina, na entrada oriental do estreito de Magalhães. Fernão de Magalhães passou pela zona em 21 de outubro de 1520 e descobriu o estreito que hoje tem o seu nome. Magalhães nomeou o cabo em homenagem a Santa Úrsula e às onze mil virgens, cuja festa é no dia 21 de outubro.  
O cabo fica na província de Santa Cruz na Patagónia. Tem um farol desde 1904. É um dos extremos da mítica Ruta Nacional 40.